# Glitch Productions
Glitch Productions, також відома як GLITCH і раніше Glitchy Boy або Glitchy Boy Productions, — австралійська студія комп'ютерної анімації із Сіднея. Розпочала свою діяльність 2017 року як Glitchy Boy і була створена для представлення вебсеріалу SMG4, який виходить з 2011 року. З тих пір вони розширилися до значно більш бюджетних продуктів, таких як «Мета Раннер», «Дрони-вбивці» та «Дивовижний цифровий цирк», які продовжують публікуватися на YouTube під каналом GLITCH. Останній на сьогодні серіал Glitch, «Дивовижний цифровий цирк», став інтернет-феноменом і зібрав 190 мільйонів переглядів станом на грудень 2023 року. Компанія увійшла до списку Forbes 30 Under 30 у сфері медіа, маркетингу та реклами у 2023 році. Наразі Glitch має 2 основні канали на Youtube. «GLITCH» — це їхній основний канал, на який завантажується більшість їхніх анімаційних шоу. «SMG4» — старіший канал, присвячений вебсеріалу SMG4 та його спіноффів.

## Історія
7 травня 2011 року співзасновник Люк Лердвічаґул у 13 років створив свій перший канал на YouTube — SMG4. Контент каналу часто зосереджений на анімаційних комедійних вставках (блупери, англ. Bloopers), пов'язаних із Супер Маріо та іншими персонажами відеоігор та інтернету, включаючи й нову оригінальну інтелектуальну власність. Приблизно 2016 року старший брат Люка, Кевін Лердвічаґул, який спостерігав за каналом та його широкою аудиторією, побачив потенціал для створення бізнесу навколо каналу, пізніше приєднавшись до серіалу як штатний сценарист і продюсер, тоді як Люк взяв на себе роль режисера, а також озвучив титульного персонажа. Станом на грудень 2023 року канал має 7,5 мільйона підписників.
24 травня 2017 року на каналі SMG4 Люк випустив відео, в якому коротко повідомив, що була створена компанія під назвою Glitchy Boy для представлення його каналів SMG4, Hobo Bros. і TheAwesomeMario. 5 вересня 2018 року на тому ж каналі вийшов офіційний прямий ефір, де Люк і Кевін повністю пояснили концепцію Glitchy Boy, який тепер перейменовали на Glitch Productions. У цьому ж ролику вони також представили Hitbox — серіал у прямому ефірі, де Кевін і Люк грають різних персонажів Nintendo.
5 грудня 2018 року Glitch після численних тизерів випустив трейлер «Мета Раннера» — комп'ютерно-анімаційного науково-фантастичного серіалу про кіберспорт, який вийшов на каналі SMG4 16 липня 2019 року. Серіал, профінансований Screen Australia, став найефективнішою онлайн-інвестицією компанії, зібравши 10 мільйонів глядачів протягом першого сезону. Перший сезон також фінансувався за підтримки Crunchyroll та AMD, а також спільно з Epic Games. 20 квітня 2020 року компанія Screen Australia оголосила, що фінансуватиме другий сезон «Мета Раннера».
27 серпня 2020 року Glitch Productions перенесли свою діяльність на власний офіційний канал на YouTube. SMG4 та Hobo Bros. продовжували транслюватися на власних каналах, а згодом канал SMG4 видалив увесь брендинг Glitch. Першим великим релізом на цьому новому каналі став пілот спіноффу «Мета Раннера» під назвою Ultra Jump Mania!, прем'єра якого відбулася 4 вересня 2020 року. Однак далі пілотної серії серіал не продовжили. Незабаром після цього 16 жовтня 2020 року відбулася прем'єра другого сезону «Мета Раннера», який також фінансувався компанією Screen Australia.
12 березня 2021 року Glitch Productions презентувала «Сансет Парадайз», спін-офф SMG4, в центрі якого — його побічна героїня Меґґі Сплетцер, пілотна серія якого вийшла 26 березня 2021 року. 12 травня 2021 року серіал отримав фінансування на онлайн-продакшн від Screen Australia.
9 жовтня 2021 року було оголошено, що Glitch випустить пілот серіалу «Дрони-вбивці», створений, написаний і зрежисований Ліамом Вікерсом. Прем'єра відбулася 29 жовтня. Пілот отримав нагороду Webby Award за найкраще анімаційне відео.
1 вересня 2023 року Glitch оголосили, що 9 листопада 2023 року вони проведуть захід з інді-анімації GlitchX. Напередодні заходу, 13 жовтня 2023 року Glitch Productions випустили пілот серіалу «Дивовижний цифровий цирк», створений у співпраці з Gooseworx. Одразу після виходу він став інтернет-феноменом, зібравши понад 100 мільйонів переглядів менш ніж за місяць.
8 листопада 2023 року під час GlitchX Glitch Productions вперше за 5 років представив новий логотип, спростивши його та прибравши череп, натхненний Game Boy, замінивши його на більш комічний череп. Також було анонсовано новий анімаційний серіал під назвою The Gaslight District, створений Ніком Шопко (який раніше працював 3D-художником для «Збіса боса»).

## Серіали

### Поточні
| Назва                    | Автори          | Дата прем'єри  | Сезони | Джерело(а) |
| ------------------------ | --------------- | -------------- | ------ | ---------- |
| SMG4                     | Люк Лердвічаґул | 7 травня 2011  | 13     | [ 22 ]     |
| Дивовижний цифровий цирк | Gooseworx       | 13 жовтня 2023 | 1      | [ 23 ]     |
| Сяйволудний район        | Нік Шопко       | 18 травня 2025 |        | [ 24 ]     |

### Завершені
| Назва           | Автори                            | Дата прем'єри     | Дата фіналу    | Примітки                                |
| --------------- | --------------------------------- | ----------------- | -------------- | --------------------------------------- |
| Мета Раннер     | Кевін Лердвічаґул Люк Лердвічаґул | 25 липня 2019     | 9 вересня 2022 |                                         |
| Sunset Paradise | Кевін Лердвічаґул Люк Лердвічаґул | 26 березня 2021   | 30 липня 2021  | Спінофф SMG4                            |
| TheAwesomeMario | Люк Лердвічаґул                   | 13 липня 2013     | 31 грудня 2017 | YouTube-канал з додатковим контентом    |
| Hobo Bros.      | Кевін Лердвічаґул Люк Лердвічаґул | 3 грудня 2016     | 31 грудня 2020 | YouTube-канал з летсплеями та реакціями |
| Hitbox          | Кевін Лердвічаґул                 | 21 вересня 2018   | 20 грудня 2019 |                                         |
| Дрони-вбивці    | Ліам Вікерс                       | 18 листопада 2022 | 23 серпня 2024 |                                         |